# 작은소참진드기
작은소피참진드기(Haemaphysalis longicornis)는 진드기의 한 종이다. 라임병과 반점열, 리케치아의 매개체이다. 중증 열성 혈소판 감소 증후군(Severe Fever with Thrombocytopenia Syndrome, SFTS) 바이러스도 매개하는 것으로 나타났다.
과거 작은소피참진드기는 한국, 일본, 중국, 러시아, 오스트레일리아, 뉴질랜드에 서식하며, 국내에서는 부산, 제주, 서울, 경기도등 전국적 분포가 확인되었으나. 2018년도 이후에는 미국에서도 발견되었다. 성충의 몸길이는 약 3밀리미터이지만 피를 빨면 약 10밀리미터까지 커진다.

## 중증 열성 혈소판 감소 증후군 감염
작은소참진드기를 통해 발생하는 중증 열성 혈소판 감소 증후군은 주로 동북아를 중심으로 발견되고 있다.
중화인민공화국에서는 2007년 5월 ~ 2010년 9월 557명의 환자가 발생하였고 18명이 목숨을 잃었다.
2013년 1월 30일 일본 후생노동성은 야마구치 현의 여성이 이 진드기가 옮기는 바이러스 전염병인 ‘중증 열성 혈소판 감소 증후군’(SFTS)으로 숨졌다고 발표한 이래, 2013년 2월 13일에도 2명이 숨졌다고 발표했다. 사망자는 에히메현과 미야기현에 사는 성인 남성으로 2012년 가을에 사망하였다.
2013년 5월 16일 제주도에서 이 진드기가 옮기는 ‘중증 열성 혈소판 감소 증후군’(SFTS)에 걸려 숨진 것으로 추정되는 환자가 발생하였다. 질병관리본부는 감염 의심 사례가 더 있다고 밝혔다., 또한 제주도에서는 70대 노인이 작은소참진드기에 물려 숨졌다. 대한민국에서는 300명이 입원하여, 1명이 숨을 거둔 셈이다.